# Ottos mops
ottos mops — вірш австрійського поета Ернста Яндля.

## Короткий опис
Ernst Jandl

ottos mops

Повний текст німецькою мовою [Архівовано 9 листопада 2021 у Wayback Machine.]

Створення датується 20 листопада 1963 року. У вересні 1970 року він був опублікований у збірнику поезій Яндля «Штучне дерево».
Вірш складається з простих основних речень із двох-чотирьох слів, які містять лише одну голосну о. У ньому розповідається короткий епізод із життя господаря та собаки: Після того, як Отто спочатку відіслав свого неслухняного мопса, він незабаром захотів цього знову його і покликав його. Однак реакція мопса, що повертається, не така очікувана: він блює.
Ottos mops — один із найвідоміших веселих віршів Яндль.
Сам автор описав це як розмовний вірш, який мав особливий ефект під час лекції. Він часто використовується на шкільних уроках як навчальний приклад для фігурної поезії і знайшов численні наслідування як у дітей, так і в інших поетів.

## Видання
- Ernst Jandl: der künstliche baum. Luchterhand, Neuwied 1970, S. 58.
- Ernst Jandl: ottos mops. In: Ernst Jandl: Poetische Werke. Band 4. Luchterhand, München 1997, ISBN 3-630-86923-8, S. 60.
- Ernst Jandl: ottos mops hopst. Ravensburger, Ravensburg 1988, ISBN 3-473-51673-2.
- Ernst Jandl, Norman Junge: ottos mops. Beltz, Weinheim 2001, ISBN 3-407-79807-5.
- Ernst Jandl: Ottos Mops hopst. Mit Farbradierungen von Erhard Dietl. Cbj, München 2008, ISBN 3-570-13390-7.